# بي جي نيج
بي جي نيج أو الشركة البولندية لتعدين النفط والغاز،هي شركة نفط وغاز طبيعي حكومية بولندية، تعمل في مجال التنقيب وإنتاج الغاز الطبيعي والنفط الخام، تصدير الغاز الطبيعي، تخزين وتوزيع وبيع الغاز الطبيعي والنفط الخام. بي جي نيج هي واحدة من أكبر الشركات البولندية وهي مدرجة في بورصة وارسو.